# Roger Rees
Roger Rees (Aberystwyth, 5 maggio 1944 – New York, 10 luglio 2015) è stato un attore gallese.

## Biografia
Ha recitato in diversi musical a Broadway, tra cui The Visit con Chita Rivera, A Man of No Importance e The Addams Family con Brooke Shields. Nel 1982 ha vinto il prestigioso Tony Award al miglior attore protagonista in uno spettacolo per The Life and Adventures of Nicholas Nickleby. Sposatosi nell'agosto del 2011 con Rick Elice, è morto il 10 luglio 2015 all'età di 71 anni a causa di un cancro al cervello. Dopo i funerali, il corpo è stato cremato.

## Filmografia parziale

### Cinema
- Star 80, regia di Bob Fosse (1983)
- Le montagne della luna (Mountains of the Moon), regia di Bob Rafelson (1990)
- Un agente segreto al liceo (If Looks Could Kill), regia di William Dear (1991)
- Fermati, o mamma spara (Stop! Or My Mom Will Shoot), regia di Roger Spottiswoode (1992)
- Robin Hood - Un uomo in calzamaglia (Robin Hood: Men in Tights), regia di Mel Brooks (1993)
- Il colore del fuoco (The Substance of Fire), regia di Daniel J. Sullivan (1996)
- Prossima fermata Wonderland (Next Stop Wonderland), regia di Brad Anderson (1998)
- Sogno di una notte di mezza estate (A Midsummer Night's Dream), regia di Michael Hoffman (1999)
- Un amore, una vita, una svolta (The Bumblebee Flies Anyway), regia di Martin Duffy (1999)
- Il Re Scorpione (The Scorpion King), regia di Chuck Russell (2002)
- Frida, regia di Julie Taymor (2002)
- Il club degli imperatori (The Emperor's Club), regia di Michael Hoffman (2002)
- Game 6, regia di Michael Hoffman (2005)
- The New World - Il nuovo mondo, regia di Terrence Malick (2005)
- La Pantera Rosa (The Pink Panther), regia di Shawn Levy (2006)
- The Treatment, regia di Oren Rudavskyn (2006)
- Garfield 2 (Garfield: A Tail of Two Kitties), regia di Tim Hill (2006)
- The Prestige, regia di Christopher Nolan (2006)
- Invasion, regia di Oliver Hirschbiegel (2007)
- The Narrows, regia di François Velle (2008)
- Survivor, regia di James McTeigue (2015)

### Televisione
- Sotto gli occhi dell'occidente (Under Western Eyes), regia di Stuart Burge – film TV (1975)
- Il brivido dell'imprevisto (Tales of the Unexpected) – serie TV, 1 episodio (1984)
- Cin cin (Cheers) – serie TV, 17 episodi (1989-1993)
- I ragazzi della prateria (The Young Riders) – serie TV, 1 episodio (1990)
- Carlo e Diana - Scandalo a corte (Charles and Diana: Unhappily Ever After), regia di John Power – film TV (1992)
- L'eredità del maligno (The Possession of Michael D.), regia di Michael Kennedy – film TV (1995)
- Titanic, regia di Robert Lieberman – miniserie TV (1996)
- West Wing - Tutti gli uomini del presidente (The West Wing) – serie TV, 5 episodi (2000-2005)
- Io e mio fratello (Boston Common) – serie TV (2000)
- The Crossing, regia di Robert Harmon – film TV (2000)
- Grey's Anatomy – serie TV, 3 episodi (2007)
- Warehouse 13 – serie TV, 7 episodi (2009)
- Elementary – serie TV, 2 episodi (2012-2014)

### Doppiatore
- Ritorno all'Isola che non c'è (Return to Never Land), regia di Robin Budd e Donovan Cook (2002)

## Doppiatori italiani
Nelle versioni in italiano delle opere in cui ha recitato, Roger Rees è stato doppiato da:
- Dario Penne in The Crossing, Survivor
- Oliviero Dinelli in Garfield 2, Titanic
- Luca Dal Fabbro in La Pantera Rosa, Warehouse 13
- Ennio Coltorti in The Prestige, Elementary
- Oreste Rizzini in Un agente segreto al liceo
- Sergio Di Stefano in Fermati, o mamma spara
- Marco Mete in Robin Hood - Un uomo in calzamaglia
- Mino Caprio in Sogno di una notte di mezza estate
- Massimo Lodolo in West Wing - Tutti gli uomini del presidente
- Luca Biagini in Oz
- Angelo Maggi in Frida
- Carlo Sabatini ne Il Re Scorpione
- Maurizio Reti in Game 6
- Rodolfo Bianchi in Grey's Anatomy
- Oliviero Corbetta in Law & Order: Criminal Intent
- Eugenio Marinelli in The Good Wife
- Nino Prester in Invasion
- Luca Ward in Carlo e Diana - Scandalo a corte

Da doppiatore è sostituito da:
- Saverio Indrio in Peter Pan - Ritorno all'isola che non c'è